# Кожље (Петровец)
Кожље (мкд. Кожле) су насеље у Северној Македонији, у северном делу државе. Кожље припадају општини Петровец, која окупља источна предграђа Града Скопља.

## Географија
Кожље су смештене у северном делу Северне Македоније. Од најближег већег града, Скопља, насеље је удаљено 30 km источно.
Насеље Кожље је у оквиру историјске области Блатија, која се обухвата источни део Скопског поља. Насеље је смештено изнад поља, у брдовитом крају Которцима. Пар километара јужно налази се ушће Пчиње у Вардар. Надморска висина насеља је приближно 380 метара.
Месна клима је континентална.

## Становништво
Кожље су према последњем попису из 2002. године имале 14 становника.
Претежно становништво у насељу су етнички Македонци (71%), а остало су махом Албанци (14%).
Већинска вероисповест је православље.

## Личности
- Васа Јовановић српски национални револуционар, српски делегат при оснивању Друштва Народа.
- Свештеник Константин Миновић убијен од ВМРО-а 1905.